# ボーイズ・ライフ (バンド)
ボーイズ・ライフ（Boy's Life）は、アメリカのロックバンド。1993年にカンザスシティで結成された。2枚のアルバムをリリースし、1997年に解散。解散後にメンバーはCanyon、The Farewell Bend、Lullaby for the Working Classなどを結成し、ボーカルのブランドン・バトラーはソロとしても活動。

## メンバー
- ブランドン・バトラー（Brandon Butler）- ギター、ボーカル
- ジョー・ウィンクル（Joe Winkle） - ギター
- ジョン・レイバ（John Rejba） - ベースギター
- ジョン・アンダーソン（John Anderson） - ドラムス

## 作品

### アルバム
- Boys Life （1995年）
- Departures and Landfalls （1996年）

### シングル、スプリット
- "Lister/Without Doubt"
- Boys Life/Secular Theme
- "Breaker Breaker + 1"
- Boys Life/Giants Chair （1993年）
- Boys Life/Vitreous Humor （1994年）
- Boys Life/Christie Front Drive （1995年）